# 江頭数馬
江頭 数馬（えがしら かずま、1925年8月4日 - 2004年7月26日）は、日本のジャーナリスト、中国研究家。

## 経歴
佐賀市生まれ。東亜同文書院大学第44期生、京都大学文学部東洋史学科卒。毎日新聞社に入り、北京支局長となるが文化大革命に際し国外追放となる。受難の書「燕山夜話」紹介解説で1966年菊池寛賞受賞、1968年米中関係全国委員会の招請で渡米報告、1979年論説委員で退社、日本大学商学部教授を務め、95年退職。上海師範大学客員教授。

## 著書
- 『北京を追われて』毎日新聞社 1967
- 『現代中国の革命と建設』大東文化大学東洋研究所 1975
- 『中国の文化と教育』教育社 入門新書 時事問題解説 1978
- 『七〇年代政変期の中国』霞山会 1979
- 『中国の経済革命と現実 岐路に立つ社会主義』学文社 1990
- 『中国の市場経済とアジア』太陽プロジェクト 2001
- 『中国未完の大国』明徳出版社 2004

共著
- 『アジアの十字路-香港』高田富佐雄、田村禎三共著 日本国際問題研究所 国際問題シリーズ 1965

### 翻訳
- 『核時代の中国』訳著 軍事研究社 1969
- 中国政策日米懇談会著 エレイン・H.バーネル編『中国政策 サンタ・バーバラ報告 転換のための日米の討論』波多野裕造共訳 サイマル出版会 1969
- A.D.バーネット、E.O.ライシャワー編『アメリカと中国 アメリカの中国像と政策論』ぺりかん社 1971
- オーエン・ラチモア『中国の世界』青木繁共編訳 毎日新聞社 1973

## 論文
- CiNii>江頭数馬